# جیمز فلچر (بازیکن فوتبال)
جیمز فلچر (انگلیسی: James Fletcher; ۲۳ دسامبر ۱۹۲۶ – مارس ۲۰۱۴ (۸۷ ساله)) بازیکن فوتبال اهل بریتانیا بود.
از باشگاه‌هایی که در آن بازی کرده‌است می‌توان به باشگاه فوتبال بیرمنگام سیتی اشاره کرد.